# Worms 2
Worms 2 es videojuego de estrategia militar por turnos desarrollado por Team17 como parte de la serie Worms. El juego fue lanzado en 1997. El jugador controla a un equipo de hasta ocho gusanos en el combate contra equipos de oposición. El juego cuenta con la misma premisa que el juego original, e implica el control de un ejército de gusanos y el uso de una colección de armas eclécticas como bazucas , dinamita , granadas , bombas de racimo , misiles homing, bombas de plátano y la granada santa, por nombrar algunas de las armas básicas usadas para eliminar a los equipos de gusanos. Cuenta con un sistema de gráficos completamente nuevo, que va para un estilo de dibujos animados, que se ha mantenido para el resto de la serie.

## Gameplay
El juego se basa en turnos, con cada equipo moviéndose en una secuencia determinada al azar a través del terreno bidimensional. Durante un solo turno, un equipo solo puede mover uno de sus gusanos. Los gusanos pueden gatear y saltar, así como oscilar por ninja-cuerda, paracaídas, teletransporte, y el bungee cuando los artículos apropiados están disponibles. El objetivo de una misión tradicional de partido o campaña es derrotar a todos los equipos adversarios matando sus gusanos. Cada gusano comienza la ronda con una cantidad específica de salud que está predefinida por las opciones de juego elegido o por scripting en los niveles de la campaña. Cuando se golpea con un arma, el gusano perderá salud dependiendo del poder del arma y de la franqueza del golpe. Un gusano puede ser asesinado ya sea por tener su salud reducida a cero o ser golpeado en el agua alrededor y por debajo del nivel.
Worms 2 fue el primer juego de la serie Worms en ofrecer un modo multijugador TCP/IP local y en línea totalmente integrado, además del modo que permite competir hasta 6 jugadores. El juego en línea está desactivado en la versión digital de GOG.com del juego.
El juego incluye una gran variedad de armas, incluyendo armas cuerpo a cuerpo, proyectiles y explosivos, así como ataques basados en ataques aéreos. Algunos se basan en armas de la vida real, como la escopeta, la bazuca y la granada de mano. Otros son más fantásticos y caricaturescos, como las ovejas, que sirve como un explosivo móvil. En un partido normal, todos los equipos comienzan con las mismas armas, basado en el conjunto de armas elegido. Algunas armas solo pueden estar disponibles después de un cierto número de vueltas han pasado. Dependiendo de las opciones de juego, las armas adicionales, como morteros o granadas de racimo, pueden caer al azar sobre el terreno en cajas de aire. En raras ocasiones las super armas caerán en cajas de armas.
Worms 2 incluye tanto los editores de armas como los editores de opciones, cada uno de los cuales ofrece un nivel muy alto de control sobre muchos juegos y configuraciones de armas. Los ajustes de opciones incluyen el tiempo de retirada del gusano, la fuerza del viento, el daño por caída y la tasa de hundimiento de la tierra de muerte repentina. Los ajustes de armas incluyen cuántos turnos deben pasar antes de que el arma esté disponible, el número de balas disparadas por 'tiro', potencia de explosión, sesgo de explosión y propagación de bala.
El juego ofrece a los jugadores la posibilidad de crear sus propios equipos personalizados. Cada equipo tiene su propio nombre e incluye ocho gusanos nombrados individualmente. El jugador también puede cambiar el conjunto de voz del equipo. El juego incluye un generador de nivel aleatorio y un editor de nivel básico que permite al usuario crear la forma del nivel con un pincel.